# 纳吉纳
纳吉纳（Nagina），是印度北方邦Bijnor县的一个城镇。总人口71310（2001年）。

## 人口
该地2001年总人口71310人，其中男性37457人，女性33853人；0—6岁人口12988人，其中男6739人，女6249人；识字率48.66%，其中男性为53.14%，女性为43.71%。